# Оношкович-Яцына, Иван Феликсович
Иван Феликсович Оношкович-Яцына (1843 — 1913) — управляющий делами Александровского комитета о раненых, председатель Центрального Совета Общества повсеместной помощи пострадавшим на войне солдатам и их семьям, действительный тайный советник.

## Биография
Оношкович-Яцына родился 27 августа 1843 года и происходил из дворян Петербургской губернии. Сын делопроизводителя Департамента Министерства народного просвещения, действительного статского советника Феликса Антоновича Оношковича-Яцыны и Олимпиады Васильевны Орловой.
Окончив физико-математический факультет Санкт-Петербургского университета, в 1867 году поступил на гражданскую службу в Военное министерство Российской империи чиновником Главного штаба, а затем Главного управления военно-учебных заведений. В 1869 году перешёл на службу в Министерство народного просвещения в качестве помощника бухгалтера, а со следующего года — делопроизводителя Департамента народного просвещения, где ранее служил его отец.
Получив 20 декабря 1885 года чин действительного статского советника, Оношкович-Яцына 23 сентября 1890 года стал чиновником для особых поручений при министре народного просвещения графе И. Д. Делянове. Он также являлся членом Отделения Учёного комитета Министерства народного просвещения по техническому и профессиональному образованию (в этой должности он оставался вплоть до своей кончины в 1913 году). В том же 1890 году женился на Станиславе Иосифовне Висьмонт (1863—1927).
19 апреля 1892 года Оношкович-Яцына вновь перешёл на службу по военному ведомству, заняв должность начальника Канцелярии Александровского комитета о раненых (его предшественник М. А. Пещуров получил назначение членом Государственного Совета).
В качестве начальника Канцелярии Александровского комитета о раненых, Оношкович-Яцына фактически руководил всей текущей работой Комитета, состоявшего из заслуженных генералов преклонного возраста под председательством великого князя Михаила Николаевича. Военный министр А. Ф. Редигер так оценивал соотношение Комитета о раненых и его Канцелярии:

Комитет о раненых, собственно говоря, совершенно лишнее учреждение, так как вся работа по призрению раненых лежит на Канцелярии Комитета, а сам Комитет собирается лишь для виду и, в действительности, является богадельней для генералов. Первоначально он состоял, кажется, из пяти-шести человек и в таком виде ещё имел какой-либо смысл, но в составе пятидесяти членов он уже являлся прямой бессмыслицей. Достаточно сказать, что совершенно бездеятельный Комитет стоил казне больше чем вдвое дороже, чем работавшая за него Канцелярия

Деятельность Оношковича-Яцыны на посту начальника Канцелярии была отмечена чином тайного советника (6 декабря 1894 года), орденом Святого Александра Невского (17 апреля 1905 года) и назначением 30 августа 1905 года членом Александровского комитета о раненых с переименованием в управляющие делами Комитета. Вскоре, однако, он был освобождён от первой из этих должностей ввиду сокращения числа членов Комитета с 50 до 20 членов.
После смерти в 1909 году великого князя Михаила Николаевича Александровский комитет о раненых был включён в структуру Военного министерства (до этого он напрямую подчинялся верховной власти), а его председателем по должности стал военный министр, с сохранением непосредственной организации работы в руках управляющего делами Комитета.
Помимо прямой служебной деятельности по призрению раненых, Оношкович-Яцына возглавил также Центральный Совет созданного после окончания Русско-японской войны крупнейшего в России Общества повсеместной помощи пострадавшим на войне солдатам и их семьям (на 1909 год имевшего свыше 150 местных отделений в 65 губерниях и областях Российской империи).
25 декабря 1910 года Оношкович-Яцына был произведён в действительные тайные советники и 6 декабря 1913 года получил последнюю награду — бриллиантовые знаки ордена Святого Александра Невского.
Менее чем через три недели, 24 декабря 1913 года Оношкович-Яцына скончался в Санкт-Петербурге в возрасте 70 лет.

## Семья
Иван Феликсович Оношкович-Яцына был женат на Станиславе Иосифовне Висмонт и имел четырёх детей: Сергея, Олимпиаду, Николая и Ивана, из которых известность получила Олимпиада (Ада) Ивановна Оношкович-Яцына, поэтесса и переводчик.
Его братья также занимали заметное служебное положение: Иосиф Феликсович был действительным статским советником, председателем контрольной комиссии Императорского Человеколюбивого общества и гласным городской думы Санкт-Петербурга, Николай Феликсович — начальником Санкт-Петербургского таможенного округа и действительным статским советником.

## Награды
Среди наград, полученных Оношковичем-Яцыной, были следующие ордена:
- Орден Святого Станислава 1-й степени (1889 год)
- Орден Святой Анны 1-й степени (1892 год)
- Орден Святого Владимира 2-й степени (1896 год)
- Орден Белого орла (1901 год)
- Орден Святого Александра Невского (17 апреля 1905 года; бриллиантовые знаки этого ордена пожалованы 6 декабря 1913 года)